# RFESD
RFESD (англ. Rieske Fe-S domain containing) – білок, який кодується однойменним геном, розташованим у людей на 5-й хромосомі. Довжина поліпептидного ланцюга білка становить 157 амінокислот, а молекулярна маса — 17 762.
| 10         |  | 20         |  | 30         |  | 40         |  | 50         |
| ---------- |  | ---------- |  | ---------- |  | ---------- |  | ---------- |
| MNLDGSAQDP |  | EKREYSSVCV |  | GREDDIKKSE |  | RMTAVVHDRE |  | VVIFYHKGEY |
| HAMDIRCYHS |  | GGPLHLGDIE |  | DFDGRPCIVC |  | PWHKYKITLA |  | TGEGLYQSIN |
| PKDPSAKPKW |  | CSKGIKQRIH |  | TVTVDNGNIY |  | VTLSNEPFKC |  | DSDFYATGDF |
| KVIKSSS    |  |            |  |            |  |            |  |            |

A: Аланін

C: Цистеїн

D: Аспарагінова кислота

E: Глутамінова кислота

F: Фенілаланін

G: Гліцин

H: Гістидин

I: Ізолейцин

K: Лізин

L: Лейцин

M: Метіонін

N: Аспарагін

P: Пролін

Q: Глутамін

R: Аргінін

S: Серин

T: Треонін

V: Валін

W: Триптофан

Кодований геном білок за функцією належить до фосфопротеїнів. 
Задіяний у таких біологічних процесах, як ацетилювання, альтернативний сплайсинг. 
Білок має сайт для зв'язування з іонами металів, іоном заліза, залізо-сірчаною групою, групою 2Fe-2S. 